# Gorhuish
Gorhuish is een plaats in het Engelse graafschap Devon. Gorhuish komt in het Domesday Book (1086) voor als 'Gohewis'.